# ボビー・クラーク

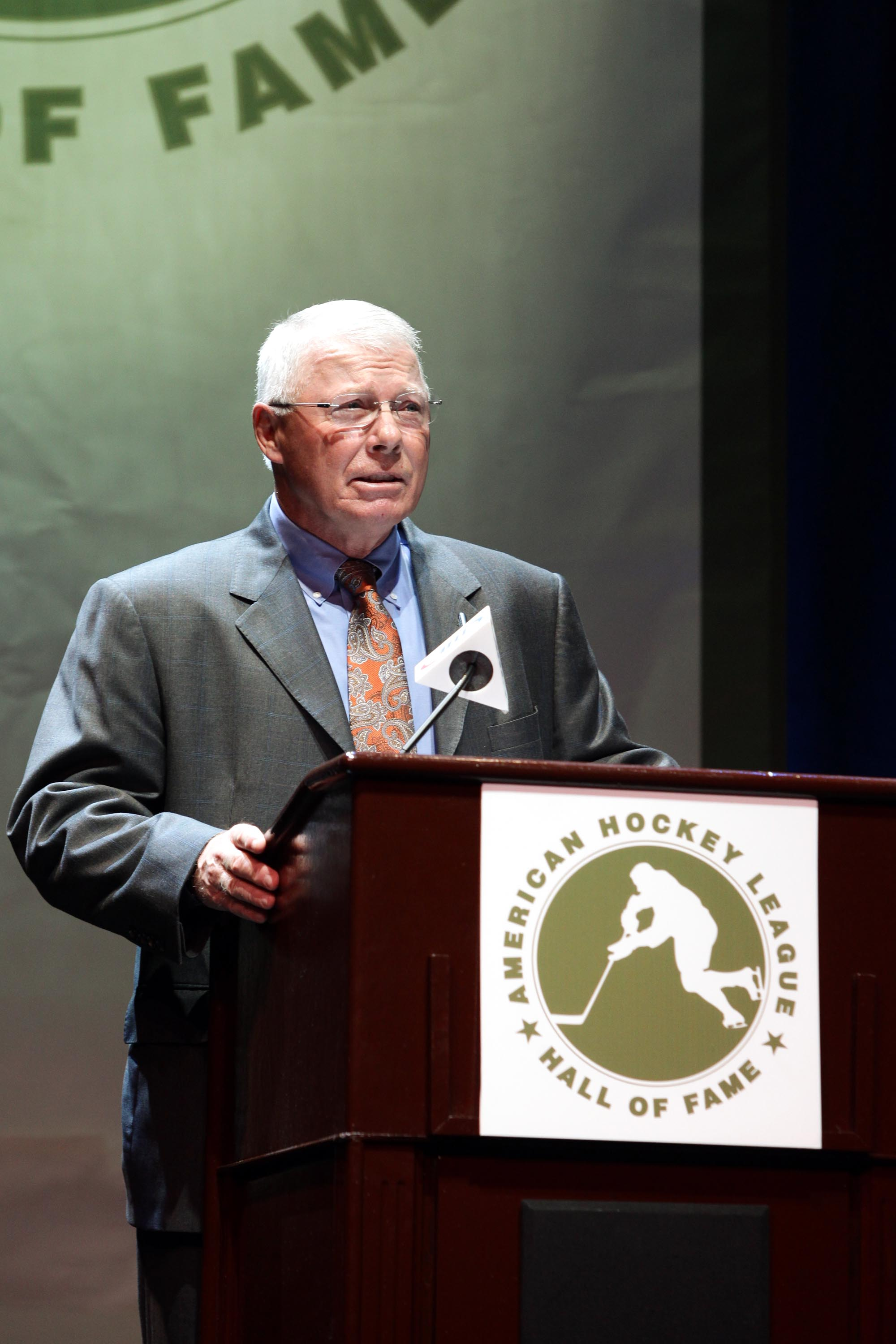
2012年

ボビー・クラーク（Bobby Clarke、本名：Robert Earle Clarke、1949年8月13日 - ）は、カナダ連邦マニトバ州Flin Flon生まれの元プロアイスホッケー選手である。ポジションはセンター。
NHLではフィラデルフィア・フライヤーズに所属し、キャプテンを長く務めた。引退後も同チームのマネージメントを行う（マネージメントに参画してからはボブ・クラークと表記されることが多い）。ホッケーの殿堂入りを果すとともに、カナダ最高の勲章オーダー・オブ・カナダを受勲している。

## 経歴
クラークの故郷 Flin Flon は鉱業が主体の小さな村である。クラークは、毎日何時間か鉱山で作業を行いながら、8歳のときから加入していた地元ジュニアのホッケーチーム (Flin Flon Bombers, ジュニア・ウエスタン・ホッケーリーグ) でプレーを行ったといわれる。1967-1968シーズンには51ゴール、117アシスト168ポイントをあげてその得点力とリーダーとしての資質はNHLのスカウトたちに高く評価された。
しかし、プロ入りには一つの大きな壁があった。それは、15歳の時糖尿病と診断され、毎日インスリンの注射を打って自己管理を行わなければ生命を維持できない体であったことである。
1969年のNHLドラフト2巡目(全体17位)でフィラデルフィア・フライヤーズから指名を受け、入団。プロからの指名がご破算となるのを懸念したクラークのコーチが北米でも指折りの医療機関といわれるミネソタ州のメイヨークリニックの医師に頼み込んで、クラークの持病がプレーするのに差し支えない旨の診断書を作成してもらったといわれる。ドラフト指名後、モントリオール・カナディアンズ、デトロイト・レッドウイングスの2チームから持病を抱えたクラークに対し、相次いでトレードのオファーがあったといわれており、クラークに対する評価の高さが窺われる。
フライヤーズ入団直後には、軽い朝食しか取らないでキャンプに臨んだために、昏倒してしまうといったこともあった。しかし、食事療法により病と付き合いながら徐々に成績を向上させ、1972年にはその忍耐強さ、克己心によってビル・マスタートン記念賞を受賞した。
1972年のサミットシリーズでカナダ代表に選出された。ソビエト連邦代表と対決した際、この当時のカナダ代表はソビエト連邦の実力を見くびっていたともいわれ大苦戦するが、センターのクラークと彼が統率するトロント・メープルリーフスの両ウイング、ポール・ヘンダーソン、ロン・エリスの活躍もあってカナダはこのシリーズを4勝3敗1分けと辛勝した。なおソビエト連邦代表のスター選手であったワレリー・ハルラモフに対し故意ともいわれる悪質なファールを行っているが、当時のいわゆる冷戦状況の下において、カナダではこれを批判する声が少なく、むしろクラークは国民的人気に寄与したとされている。
フライヤーズでは、1973年から1979年までと1982年から1984年までチームキャプテンを務めたほか、現役選手ながら1979年から1982年まではアシスタント・コーチも兼任し、かつてNHLのスカウトが見抜いたとおり、現役生活のほとんどにわたって、強烈なリーダーシップと献身ぶりを発揮した。この間1974年と1975年には、フライヤーズのスタンレー・カップ連続優勝の快挙に貢献した。もっともクラークの率いた当時のフライヤーズは、お世辞にもスマートなチームとの評価は受けておらず、厳しい当たりやラフファイトは頻繁で、他チームからはブロードストリート・ブリーズ (ならずもの、暴漢) とも揶揄された。クラーク自身も、単なる点取り屋にはとどまらず、時にラフプレーや乱闘に加わることもあったと伝えられる。
1969年から1984年までNHL通算で15シーズンをプレイしたが、フライヤーズ一本やりで、生涯358ゴール852アシストの記録を残した。

### NHL引退後
引退後もフライヤーズとのかかわりをもち、チームの会長兼ゼネラルマネージャーを務める。
組織運営にも手腕を発揮し、2004-2005シーズンには、フライヤーズ傘下の2つのファームチーム、トレントン・タイタンズとフィラデルフィア・ファントムズのそれぞれが、所属のリーグで優勝を収めた。

## 選手としての特徴
後年、試合に臨んで食べたものは語り草になっており、まず、ゲーム前には炭酸飲料にスプーン3杯の砂糖を加えたものを摂り、試合のピリオド間の休憩や試合後、オレンジジュースに加糖したものを補給した。またチョコレート・バーやブドウ糖が添加されたガムを常にバッグに入れていたとも伝えられるが、これらはすべて60分間の試合において、激しい運動により血糖値が低下することを防ぐためであった。
アイスホッケーはいうまでもなく、身体の接触を伴うスポーツであり時に流血を伴い、一般的に糖尿病患者は感染症に弱いといわれるが、クラークのプレイスタイルは、ときにラフといわれるほど執拗なチェックを行うものであった。過酷なNHLで長く、しかも濃密といえる現役生活を送ることができた陰には、前述の食事に対する工夫などの努力があった。
クラークに対する評価は、「才能に恵まれた史上最高のチームリーダー」とするものと、「指折りのダーティな選手」とするものとが混在している。

## 詳細情報

### 通算記録
| 1969-1970 | フィラデルフィア・フライヤーズ | NHL     | 76   | 15  | 31  | 46   | 68   | -   | -  | -  | -   | -   |
| 1970-1971 | フィラデルフィア・フライヤーズ | NHL     | 77   | 27  | 36  | 63   | 78   | 4   | 0  | 0  | 0   | 2   |
| 1971-1972 | フィラデルフィア・フライヤーズ | NHL     | 78   | 35  | 46  | 81   | 87   | -   | -  | -  | -   | -   |
| 1972-1973 | フィラデルフィア・フライヤーズ | NHL     | 78   | 37  | 67  | 104  | 80   | 11  | 2  | 6  | 8   | 6   |
| 1973-1974 | フィラデルフィア・フライヤーズ | NHL     | 77   | 35  | 52  | 87   | 113  | 17  | 5  | 11 | 16  | 42  |
| 1974-1975 | フィラデルフィア・フライヤーズ | NHL     | 80   | 27  | 89  | 116  | 125  | 17  | 4  | 12 | 16  | 16  |
| 1975-1976 | フィラデルフィア・フライヤーズ | NHL     | 76   | 30  | 89  | 119  | 136  | 16  | 2  | 14 | 16  | 28  |
| 1976-1977 | フィラデルフィア・フライヤーズ | NHL     | 80   | 27  | 63  | 90   | 71   | 10  | 5  | 5  | 10  | 8   |
| 1977-1978 | フィラデルフィア・フライヤーズ | NHL     | 71   | 21  | 68  | 89   | 83   | 12  | 4  | 7  | 11  | 8   |
| 1978-1979 | フィラデルフィア・フライヤーズ | NHL     | 80   | 16  | 57  | 73   | 68   | 8   | 2  | 4  | 6   | 8   |
| 1979-1980 | フィラデルフィア・フライヤーズ | NHL     | 76   | 12  | 57  | 69   | 65   | 19  | 8  | 12 | 20  | 16  |
| 1980-1981 | フィラデルフィア・フライヤーズ | NHL     | 80   | 19  | 46  | 65   | 140  | 12  | 3  | 3  | 6   | 6   |
| 1981-1982 | フィラデルフィア・フライヤーズ | NHL     | 62   | 17  | 46  | 63   | 154  | 4   | 4  | 2  | 6   | 4   |
| 1982-1983 | フィラデルフィア・フライヤーズ | NHL     | 80   | 23  | 62  | 85   | 115  | 3   | 1  | 0  | 1   | 2   |
| 1983-1984 | フィラデルフィア・フライヤーズ | NHL     | 73   | 17  | 43  | 60   | 70   | 3   | 2  | 1  | 3   | 6   |
| NHL合計   | NHL合計                        | NHL合計 | 1144 | 358 | 852 | 1210 | 1453 | 136 | 42 | 77 | 119 | 152 |

### 表彰
- オールスター第1チーム選抜（1975年、1976年）
- オールスター第2チーム選抜（1973年、1974年）
- ビル・マスタートン記念賞 （1972年）
- ハート記念賞 （1973年、1975年、1976年）
- レスター・B・ピアソン賞 （1973年）
- ルー・マーシュ賞（1975年）
- フランク・J・セルケ賞 （1983年）
- ホッケーの殿堂入り
- オーダー・オブ・カナダ受勲（1981年）

### 記録
- オールスターゲーム選出：8回（1970年、1971年、1972年、1973年、1974年、1975年、1977年、1978年）